# Vibrisse

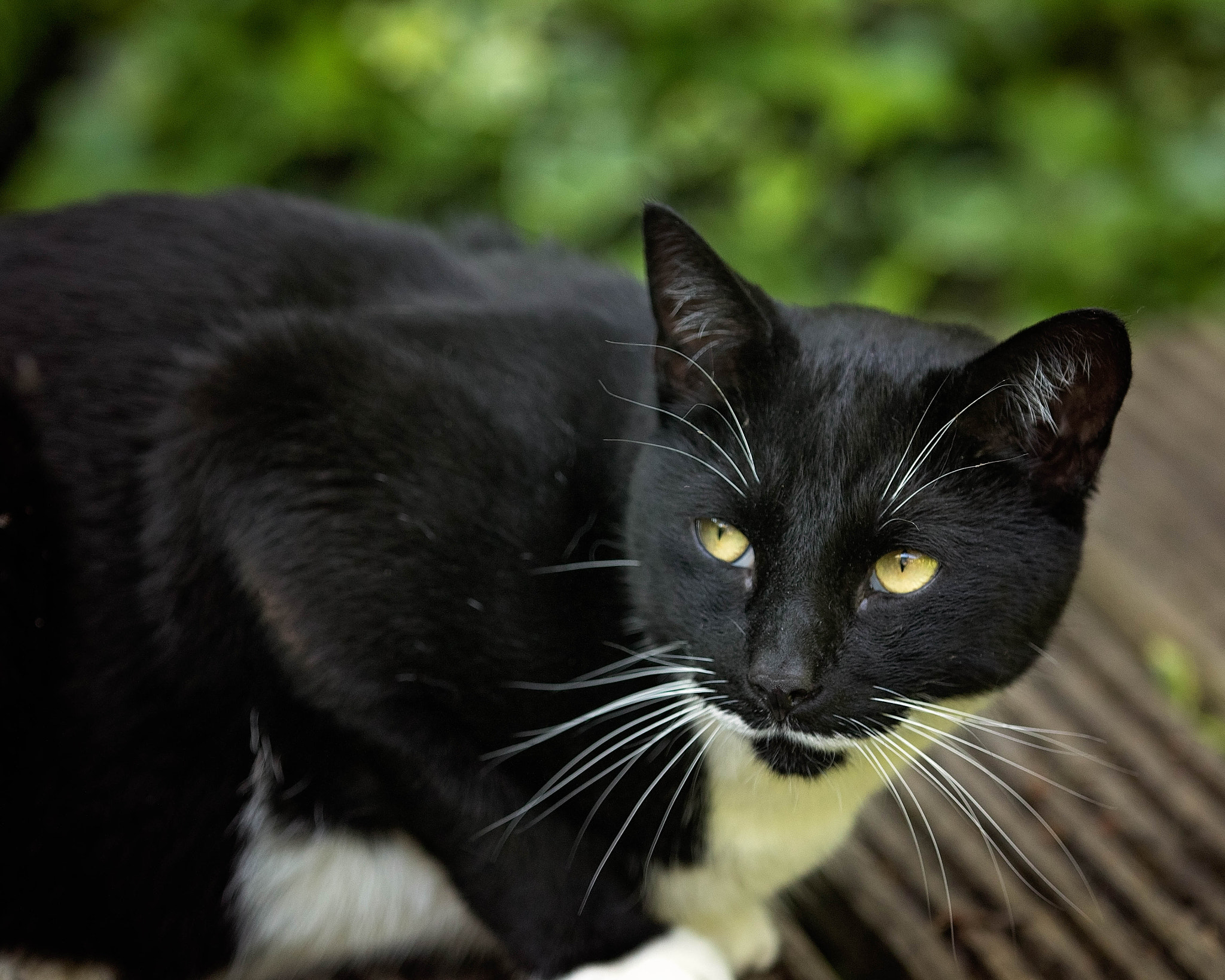
Les chats possèdent des vibrisses sur les côtés du museau (« moustaches »), au-dessus des yeux, sur les joues, sous le menton et à l'envers des pattes. Les trois premiers groupes sont ici bien visibles en raison du contraste entre les vibrisses claires et le poil noir de ce chat.

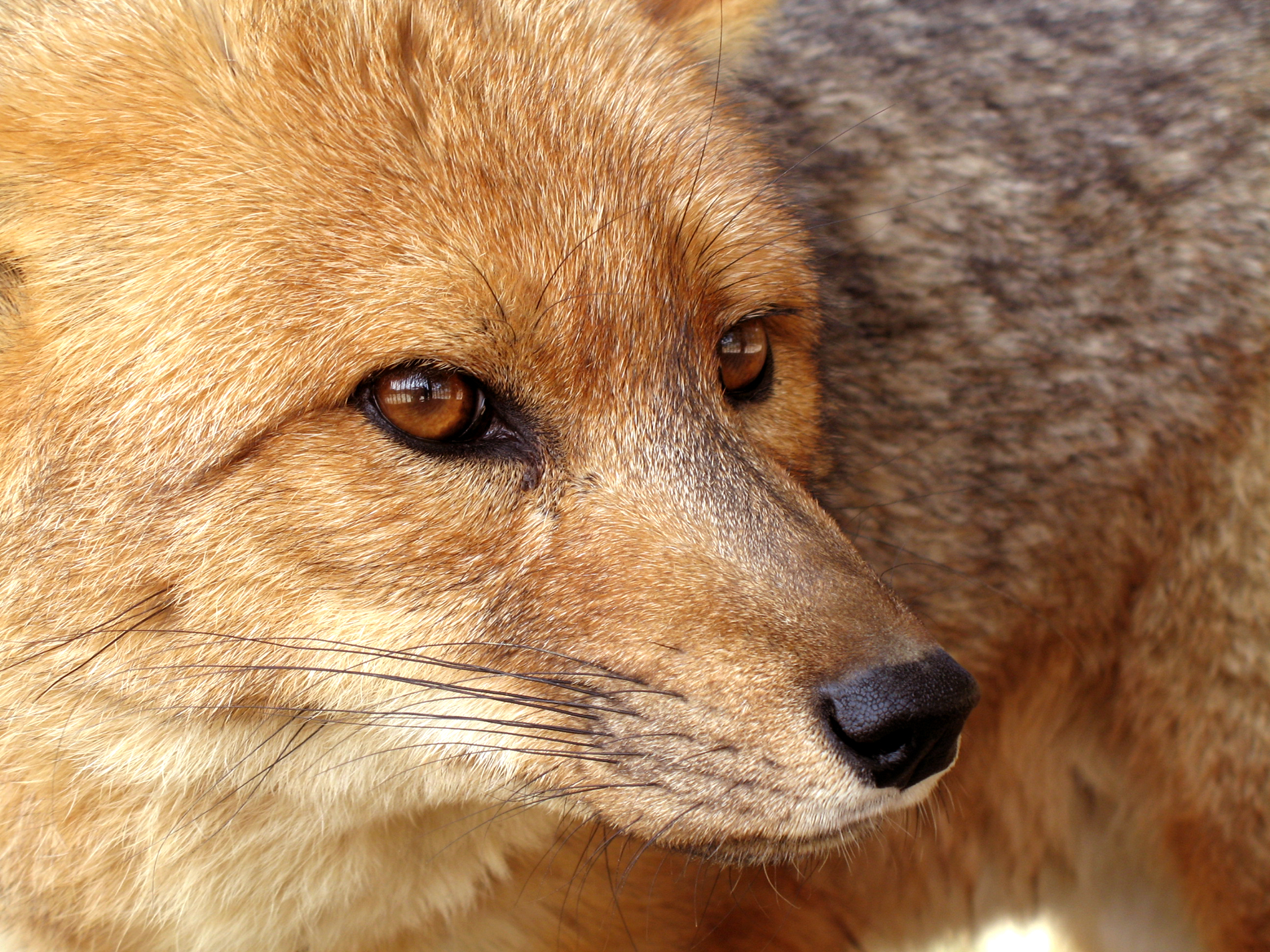
Le renard de Magellan a des vibrisses sur le museau, les bajoues et au-dessus des yeux.

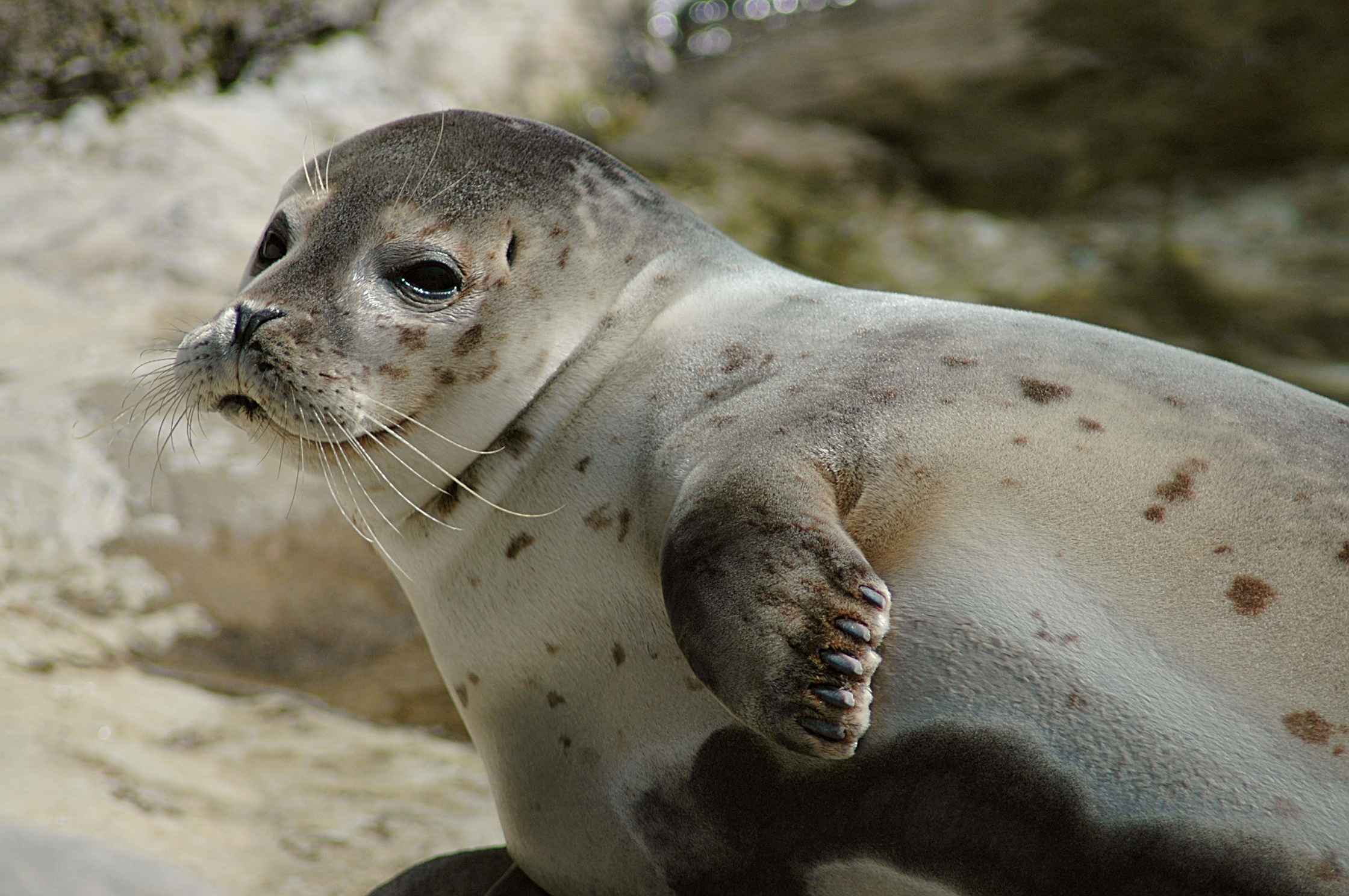
Vibrisses près du nez et au-dessus des yeux d'un phoque commun.

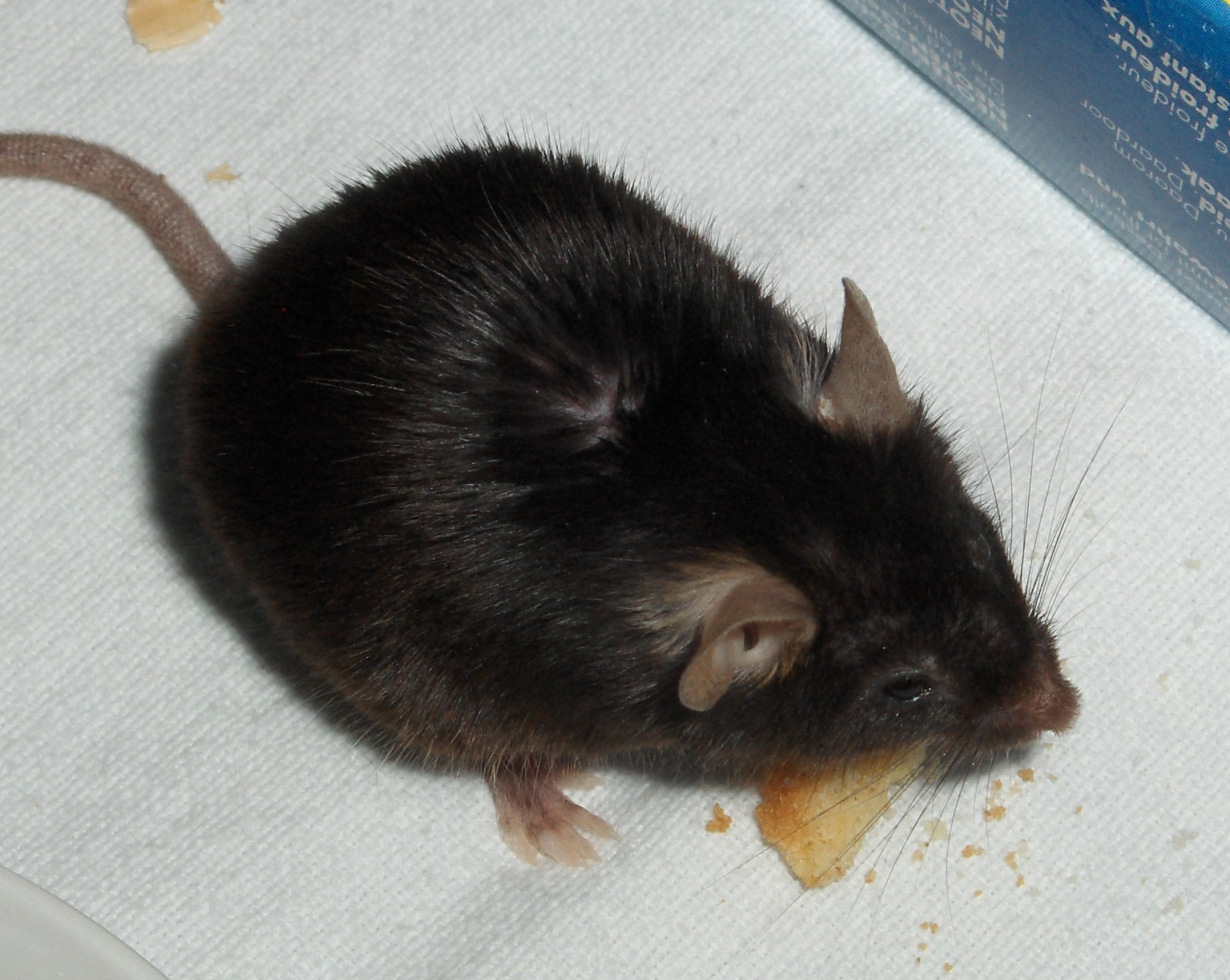
La souris (Mus musculus) a des vibrisses près du nez.

Les vibrisses sont des organes sensoriels propres à certains animaux, dont les mammifères. Il s'agit de longs prolongements kératinés (poils chez les mammifères et plumes chez les oiseaux) qui transmettent leurs vibrations à un organe sensoriel situé à leur base. Elles permettent à leur porteur de transmettre le sens du toucher (à l'instar de la peau) et de détecter le mouvement dans son environnement proche.

## Mammifères
Chez le chat et les autres félins, ainsi que chez les rongeurs, ce sont ce qu'on appelle couramment les « moustaches ». Comme chez les autres mammifères terrestres, leurs vibrisses sont en réalité réparties en quatre groupes principaux : 
- de part et d'autre du museau ;
- au-dessus des yeux ;
- sur les joues ;
- sous le menton.

D'autres groupes peuvent être répartis sur le corps en fonction des espèces : au bas des pattes pour les félins, autour de l'évent pour certains mammifères marins, etc. 

### Rat
Chez le rat, les vibrisses, appelées communément « moustaches » servent à percevoir l'environnement, car leur vision est mauvaise. Trente-cinq vibrisses sont disposées en rangées (A, B, C, D, E) et en arcs (1, 2, 3, etc.) de chaque côté du museau. Elles sont activées par des déplacements (environ 25 µm suffisent). Lors de l'exploration nocturne, des contractions du muscle papillaire font bouger les vibrisses à l'unisson et en cadence (5–8 Hz). Le rat comporte également des vibrisses au-dessus des yeux, sur la lèvre inférieure et sur le menton et à l'articulation du poignet.

### Chat
Chez le chat, comme pour une grande partie des félins, les vibrisses permettent à l'animal de juger des variations de l'air dans l'environnement proche. Ainsi, la nuit, les différences de variations de l'air permettent au chat de détecter tout objet en mouvement passant à sa proximité. Avec l'organe de Jacobson pour l'odorat et le goût, et les coussinets pour le toucher, les vibrisses tactiles constituent le troisième organe sensoriel d'importance pour les félins, le quatrième étant les yeux pour la vue. Elles sont au nombre de 16.

### Cheval
Chez le cheval, ce sont les longs poils se trouvant tout autour de la bouche, sur le nez, le menton et autour des yeux. Elles sont utiles au cheval lorsqu'il ne peut pas voir ce qu'il sent étant donné qu'il est trop près et ne peut en aucun cas toucher.

### Humain
Homo sapiens possède des muscles vibrissaux vestigiaux dans la lèvre supérieure.
Par analogie, on appelle également vibrisses les poils épais à l'intérieur des narines des êtres humains.

### Mammifères marins
De nombreuses espèces de mammifères marins dont les phoques et certaines baleines à fanons possèdent des vibrisses à l'âge adulte. En revanche, les dauphins n'en possèdent pas (à l'exception du Dauphin rose de l'Amazone).

#### Baleines à fanons
Chez certains cétacés mysticètes, les vibrisses sont situées sur le menton ou sur les côtés des mâchoires.

#### Pinnipèdes
Les vibrisses du phoque du Groenland, qu'il possède au nombre de 48, se modifient au cours de sa croissance. Se présentant comme courtes et bouclées au début de sa vie, ses moustaches se raidissent au stade adulte.

## Oiseaux
Les vibrisses des oiseaux sont en fait des plumes sétiformes. Chez les rapaces nocturnes, naturellement presbytes, ces plumes situées autour du bec serviraient à examiner les proies.